# Peterköfele
La cappella di San Pietro, meglio conosciuta come Peterköfele (in tedesco St. Peter am Kofel), è una cappella cattolica situata sul Monte Francesco, nel comune di Laives in Alto Adige. È una chiesetta medievale, costruita con cubetti di porfido disposti in falde regolari, che poggia su uno zoccolo creato appositamente per eliminare le irregolarità del terreno e che rappresenta un resto del duecentesco castello dei signori di Lichtenstein (o Liechtenstein).

## Storia

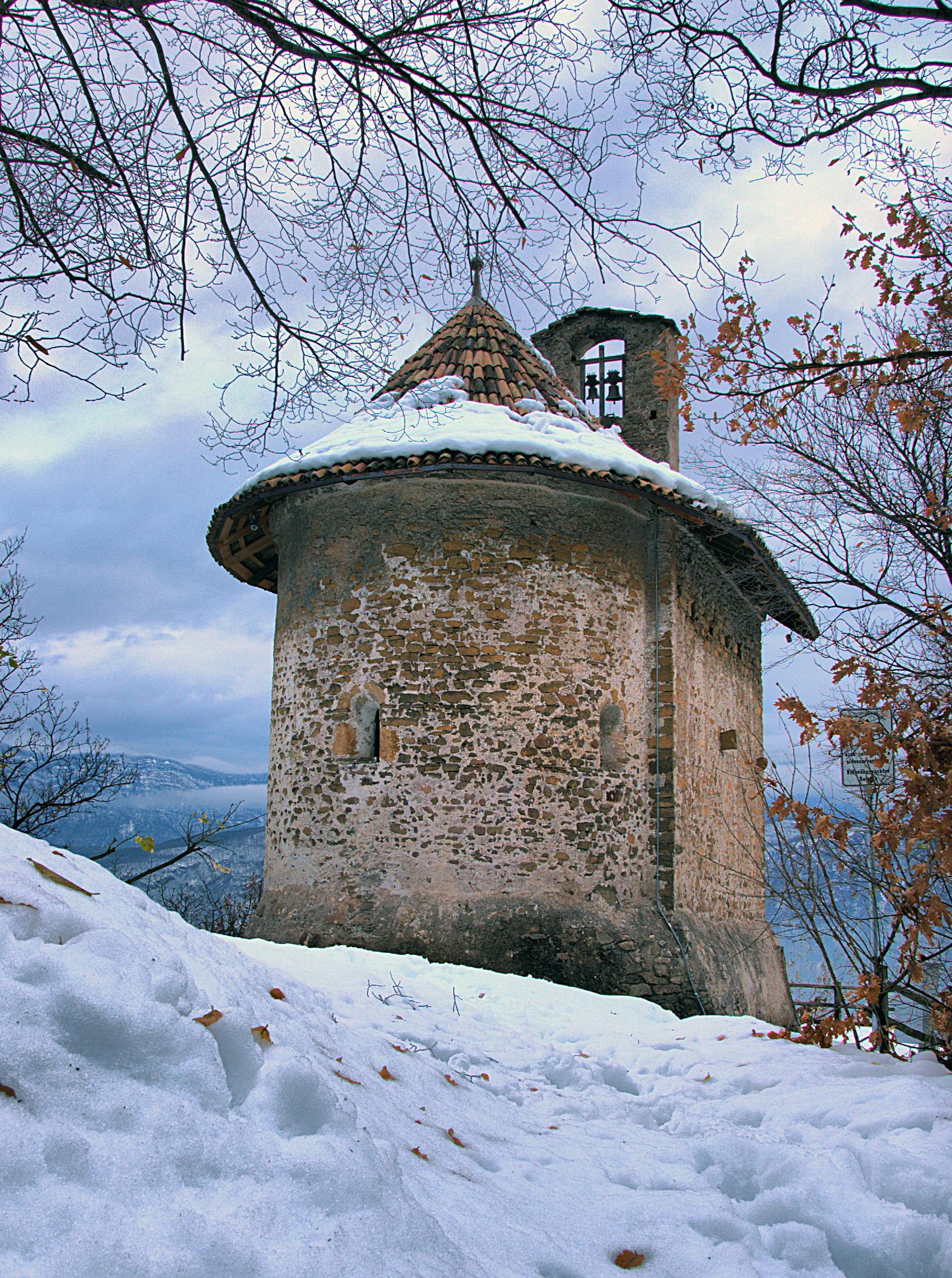
Vista dal retro

Pur non essendovi documenti comprovanti la data di costruzione certa, un'attenta analisi delle tecniche costruttive rivelano che la cappella, realizzata in stile romanico, risale tra la fine dell'XI secolo e l'inizio del XII secolo.
In periodo tardo gotico la navata originale venne sopraelevata e dotata di un nuovo tetto. Presumibilmente il piccolo campanile venne costruito nello stesso periodo, mentre le due piccole campane vennero aggiunte nel 1765.
Verso la fine del XII secolo la piccola chiesa venne inglobata nelle mura del castello di Lichtenstein. Quando il castello venne totalmente distrutto nel 1290 dal conte Mainardo II, durante la disputa con il vescovo di Trento, la cappella venne risparmiata per devozione. La serie storica dei rendiconti ecclesiastici della chiesetta, risalenti al periodo 1542-1818, è conservata presso l'Archivio Storico della Città di Bolzano sotto le segnature Hss. 940-1002.
Costruita sulla cima di una collinetta che sovrasta l'abitato di Laives, è diventata simbolo della cittadina altoatesina e la sua forma stilizzata compare nello stemma del paese.
La cappella è visitabile solo esternamente, ma in rare occasioni viene aperta al pubblico per celebrare messa.